# Peter Sifneos
Peter Emanuel Sifneos (ur. 22 października 1920, zm. 9 grudnia 2008) – amerykański psycholog.
Ukończył szkołę w Atenach, po ukończeniu studiów w dziedzinie chemii na Sorbonie. Uciekł przed Niemcami z Francji do Stanów Zjednoczonych, gdzie ukończył studia w Harvard Medical School. Pracował jako psychiatra dla Armii Stanów Zjednoczonych we Frankfurcie w Niemczech. W późniejszych latach pracował jako psychoanalityk w Bostonie. Wykładał na Uniwersytecie w Oslo i przeprowadził jedne z pierwszych badań psychologicznych w Norwegii. Dużo czasu podczas swojej kariery poświęcał na rozwijanie wiedzy psychologicznej o krótkich sesjach terapeutycznych.
W 1998 r. otrzymał doktorat honoris causa Uniwersytetu w Atenach.
Sifneos opublikował 125 artykułów naukowych dotyczących zagadnień psychoterapii, zdrowia psychicznego i problemów psychosomatycznych. Jako pierwszy wprowadził pojęcie aleksytymii. 